# انجيلو رييس
انجيلو رييس (بالإنجليزية: Angelo Reyes)‏ (و. 1945 – 2011 م) هو سياسي فلبيني، ولد في مانيلا، ويحمل رتبة عسكرية فريق أول، توفي في ماريكينا، عن عمر يناهز 66 عاماً.

## مناصب
تولى منصب وزير الدفاع الوطني ‏.

## التعليم
تعلم في كلية كينيدي بجامعة هارفارد، وNortheastern Illinois University ‏.